# Charles Goldsborough
Charles Goldsborough (ur. 15 lipca 1765, zm. 13 grudnia 1834) – amerykański polityk związany z Partią Federalistyczną. W latach 1805–1817 był przedstawicielem ósmego okręgu wyborczego w stanie Maryland w Izbie Reprezentantów Stanów Zjednoczonych. W 1819 był gubernatorem stanu Maryland.
Jego dwóch prawnuków, Winder Laird Henry oraz Thomas Alan Goldsborough, również zostało członkami Izby Reprezentantów Stanów Zjednoczonych z Maryland.